# Go-Horikawa
Cesarz Go-Horikawa (jap. 後堀河天皇 Go-Horikawa tennō; ur. 22 marca 1212, zm. 31 sierpnia 1234) – 86. cesarz Japonii, według tradycyjnego porządku dziedziczenia.
Przed wstąpieniem na tron nosił imię książę Yutahito (jap. 茂仁親王 Yutahito-shinnō).
Go-Horikawa panował w latach 1221-1232.
Jego ojcem był książę książę Morisada (jap. 守貞親王 Morisada-shinnō), drugi syn cesarz Takakura.
W 1232 r. abdykował na rzecz swojego syna cesarza Shijō.
Mauzoleum cesarza Go-Horikawa znajduje się w Kioto. Nazywa się ono Kannon-ji no Misasagi.